# Osm nesmrtelných Komunistické strany Číny
Osm nesmrtelných Komunistické strany Číny (čínsky v českém přepisu Pa ta jüan-lao, pchin-jinem Bā dà yuánlǎo, znaky 八大元老, doslova „osm starců“) byla skupina představitelů Komunistické strany Číny, kteří stáli u založení Čínské lidové republiky v roce 1949 a po smrti Mao Ce-tunga v roce 1976 podporovali ekonomické reformy Teng Siao-pchinga. V osmdesátých a devadesátých letech 20. století disponovali obrovskou mocí a spoluurčovali politiku KS Číny a ČLR. Poslední žijící člen, Po I-po, zemřel roku 2007.
Název Osm nesmrtelných je narážkou na osm taoistických božstev čínské mytologie.

## Seznam
Mezi Osm nesmrtelných patří:
- Teng Siao-pching (1904–1997) – nejvyšší vůdce, iniciátor ekonomických reforem, předseda Ústřední poradní komise KS Číny 1982–1987
- Čchen Jün (1905–1995) – tajemník Ústřední kontrolní a disciplinární komise KS Číny 1978–1987, předseda Ústřední poradní komise KS Číny 1987–1992
- Li Sien-nien (1909–1992) – prezident ČLR v letech 1983–1988;
- Pcheng Čen (1902–1997) – předseda Stálého výboru Všečínského shromáždění lidových zástupců v letech 1983–1988;
- Jang Šang-kchun (1907–1998) – prezident ČLR v letech 1988–1993;
- Po I-po (1908–2007) – místopředseda Ústřední poradní komise 1982–1992
- Wang Čen (1908–1993) – místopředseda Ústřední poradní komise 1985–1987
- Sung Žen-čchiung (1909–2005) – místopředseda Ústřední poradní komise 1985–1992

Někdy se mezi Osm nesmrtelných řadí i:
- Teng Jing-čchao (1904–1992) – manželka prvního premiéra ČLR Čou En-laje
- Wan Li (1916–2015) – bývalý vicepremiér
- Si Čung-sün (1913–2002) – otec pozdějšího generálního tajemníka a prezidenta Si Ťin-pchinga

Potomci osmi nesmrtelných nashromáždili prostřednictvím nepotismu a klientelismu obrovské bohatství a moc.  Často se jim proto říká také "princové" nebo "strana korunních princů".